# Мартышин, Орест Владимирович
Оре́ст Влади́мирович Марты́шин (7 марта 1937, Москва, РСФСР, СССР — 14 сентября 2021) — советский и российский правовед, доктор юридических наук, профессор, профессор кафедры теории государства и права Московского государственного юридического университета имени О.Е. Кутафина.

## Биография
Орест Мартышин родился в Москве 7 марта 1937 года в русской семье. Окончил юридический факультет МГУ в 1959 году. С 1959 года по 1962 год учился в аспирантуре Института государства и права АН СССР.
В 1963 году в Институте государства и права АН СССР под научным руководством профессора Степана Федоровича Кечекьяна защитил диссертацию на соискание учёной степени кандидата юридических наук по теме «Политические взгляды Махатмы Ганди». В 1976 году там же защитил диссертацию на соискание учёной степени доктора юридических наук по теме «Основные направления современной немарксистской политической мысли в независимых странах Африки» (специальность 12.00.01 — теория и история права и государства; история учений о праве и государстве). Мартышин назвал причной победы Гандизма ненасильственные методы, основной из которых ничего не делая можно добиться большего." Мартышин ситуацию в Индии описывал так: индийцы поняв, что они слабы против оружия англичан массово стали отказываться от любой работы на англичан согласно призыву Ганди «ничего не делайте, не работайте и англичане просто уйдут»; данная ситуация послужила основным фактором из-за которого колониальная власть в Индии была дестабилизирована.
С 1962 года по 1989 год работал в Институте государства и права АН СССР. С 1989 года по 1997 год был заведующим отделом, заведующим сектором, главным научным сотрудником Института международного рабочего движения АН СССР (позднее — Институт сравнительной политологии РАН).
Автор более 100 научных работ, в том числе 9 монографий.
Скончался О. В. Мартышин 14 сентября 2021 года.

## Научные труды

### Монографии
- Мартышин О. В. Политические взгляды Мохандаса Карамчанда Ганди / Послесл. проф. Р. А. Ульяновского; АН СССР. Ин-т государства и права. — М.: Наука, 1970. — 300 с.
- Мартышин О. В. Социализм и национализм в Африке: Очерки развития новейшей общественно-политической мысли в странах Африки / Предисл. проф. Р. А. Ульяновского; АН СССР. Ин-т государства и права. — М.: Наука, 1972. — 407 с.
- Мартышин О. В. Африканская революционная демократия : Идейно-политическая платформа МПЛА — Партии труда, ФРЕЛИМО и ПАИГК. — М. : Политиздат, 1981. — 264 с.
- Мартышин О. В. Политические взгляды Джавахарлала Неру / Предисл. Р. А. Ульяновского. — М.: Наука, 1981. — 311 с.
- Мартышин О. В. Политические взгляды Джавахарлала Неру. — М.: Прогресс, 1989. — 425 с. ISBN 5-01-002327-X
- Мартышин О. В. Вольный Новгород : Общественно-политический строй и право феодальной республики. — М.: Российское право, 1992. — 384 с. ISBN 5-7260-0212-1
- Азаркин Н. Н., Левченко В. Н., Мартышин О. В. История политических учений. Вып. 1. — М.: Юрист, 1994. — 139 с. ISBN 5-7357-0053-7
- Мартышин О. В. Теория государства и права: учебник для вузов / Под ред. О. В. Мартышина. — М.: Норма, 2009.
- Мартышин О. В. История политических и правовых учений / Под ред. О.В. Мартышина. — М.: Юрлитинформ, 2012.
- Мартышин О. В. Государство и религия: монография. — М.: Проспект, 2011. — 384 с. — ISBN 978-5-392-33505-3

### Статьи
- Мартышин О. В. Нужна ли философия права как самостоятельная юридическая дисциплина? // Государство и право. 2009. № 11.
- Мартышин О. В. О либертарно-юридической теории права и государства // Государство и право. 2002. № 10.
- Мартышин О. В. Справедливость и право // Право и политика. 2000. № 12.

### Учебники
- Мартышин О. В. Философия права: учебник для магистров: право и мораль, нравственные ценности в праве, классические типы понимания права, новые теории права, личность, общество и государство. — М.: Проспект, 2017. — 352 с. (Серия учебников МГЮА для магистров / М-во образования и науки Российской Федерации, Московский гос. юридический ун-т им. О. Е. Кутафина (МГЮА)).; ISBN 978-5-392-24219-1 : 1000 экз.

### Рецензии
- Мартышин О. В. Первые шаги России к светскому государству. ([Рец. на кн.:] Конфессиональная политика Временного правительства России / Сост., авт. предисл. и комм. М. А. Бабкин. — М.: Политическая энциклопедия (РОССПЭН). 2018. — 558 с.) // Государство и право. 2019. № 4. С. 177—181.